# Nørre Gøs Herred
Nørre Gøs Herred (tysk Nordergoesharde) var et herred i Hertugdømmet Slesvig. Området ligger nu i Nordfrisland kreds i delstaten Slesvig-Holsten (Sydslesvig). Nørre Gøs Herred blev allerede nævnt i kong Valdemars Jordebog i 1231.

## Etymologi
Gøs er sandsynligvis en afledning af gø svarende til tysk "gau" i betydningen "distrikt". Navnet skulle altså henvise til en ældre administrativ inddeling.

## Grænser
Nørre Gøs Herred udgøres dels af den store Hjoldelund bakkeø, dels af bakkeøen om Fjolde, og de skilles af Ostenåen. Det højeste punkt er Stolbjerg, 44 meter, på den gamle gestrand, som oprindelig gik helt ud til havet. Nørre Gøs herreds grænse mod nord udgjordes af Soholm Å. Åen med dens brede engdal med tilløbet Lindå og store moser ved Sillerup udgjorde en naturlig afgrænsning mod det frisiske Bøking Herred og de gamle danske Kær og Vis herreder. Mod øst grænsede herredet op til Ugle Herred. Skellet gik i den gamle hede mellem Fjolde og Jørl sogne. Mod syd udgjorde Arlå med tilhørende engdrag den naturlige grænse mod Sønder Gøs Herred. Helt frem til det 19. århundrede kunne åen kun passeres mod syd to steder: ved Akebro og Arlevad, indtil der i 1858-59 blev bygget en moderne vej fra Husum over Hatsted Marsk til Bredsted.

## Historie
Nørre Gøs Herred hørte i middelalderen til Istedsyssel. Oprindelig har Nørre Gøs Herred og Sønder Gøs Herred udgjort et samlet administrativt område, men en deling fandt sted allerede tidligt i middelalderen, og Nørre Gøs Herred omtales således i Kong Valdemars Jordebog fra 1231 som Nørrægøshæreth. Herredet skulle yde 100 mark sølv. I Bredsted, der var kongens fædrenegods, var 18 mark guld.
Herredets tingsted lå oprindeligt lidt nord for Breklum, hvad marknavnet Dingstedt endnu minder om. Senere blev tingstedet flyttet til Bredsted.
Nørre Gøs Herreds hovedkirke var Breklum Kirke, som lå nær tingstedet.
I det 16. århundrede blev den administrative enhed svækket. I 1524 blev det besluttet, at adelen ikke længere skulle møde på herredstinget, og i stedet fik adelen birkeret over sine jorder, såvel hovedgårde som fæstegårde, hvorved fæstebønderne ligeledes de facto blev unddraget herredstingets jurisdiktion.
Siden 1647 blev herredet betegnet som landskab (Bredsted landskab).
I 1785 blev herredet udskilt fra Flensborg Amt og kom under Bredsted Amt.
I 1867 ophørte herredet de facto at eksistere og området indgik herefter i Kreis Husum.

## Administrativ inddeling
I herredet lå følgende sogne:
- Bargum Sogn (også Bjerrum Sogn)
- Bredsted Sogn
- Breklum Sogn
- Bordelum Sogn
- Fjolde Sogn
- Joldelund Sogn
- Langhorn Sogn
- Okholm Sogn
- Trelstorp Sogn (også Trelstrup Sogn)